# چهارده (خواف)
چهارده، روستایی از توابع بخش سلامی و در شهرستان خواف استان خراسان رضوی ایران است.

## جمعیت
این روستا در بخش سلامی قرار داشته وبرا اساس آمار خانه بهداشت در سال ۱۳۹۸ جمعیت آن (۴۰۰ خانوار) ۴۰۵۰نفر
بوده است.